# Vitis aestivalis
Vitis aestivalis Michx., 1803 dal latino "estivo" è una specie di pianta appartenente alla famiglia Vitaceae originaria degli Stati Uniti e del sud-est del Canada. In natura è diffusa nella zona orientale del Nordamerica, dalla parte meridionale dell'Ontario fino al Vermont, all'Oklahoma, e verso sud fino alla Florida e al Texas. La specie è in realtà un capostipite di numerose sottospecie, ovvero come specie separate, cosa che da spiegazione della enorme varietà di forme: lincecumii, berlandieri (o cinerea), ecc.

## Descrizione
La vite presenta notevolissimo vigore e fortissima resistenza alle malattie, le foglie sono nettamente lobate ed a volte leggermente tomentose (finemente pelose) con pelosità grigia o marrone, spesso ruvide, tale da farle apparire come "sporche di cenere", dimensioni 8–20 cm. 
I fiori sono piccoli e verdastri, i grappoli sono medio - piccoli ed ugualmente medio-piccoli sono gli acini di colore blu scuro, leggermente pruinosi, i semi non molto allungati sono di colore marrone. Ad effetto degli acini piuttosto piccoli le rese sono basse.
L'epiteto specifico deriva dalla fioritura tardiva (tardo primaverile, estiva).
Si annotano quattro varietà:
- V. a. var. aestivalis
- V. a. berlandieri (sin. cinerea).
- V. a. var. bicolor Deam (Syn. var. argentifolia Fernald; Silverleaf Grape), anticamente chiamata Vitis bicolor, ma ora considerata una variazione settentrionale di Vitis aestivalis, la gamma nativa si trova negli Stati Uniti nordorientali, e in parti dell'Ontario meridionale
- V. a. var. lincecumii (Buckley) Munson
- V. a. var. bourquiniana, originaria del sud, a volte chiamata vitis bourquiniana, ha le parti inferiori delle foglie tomentose (pelose).

## La Norton
La varietà più nota, e di qualche interesse, ritenuta da più parti (ma con dubbi) appartenente alla specie, è la "Norton", si ritiene che sia la più antica varietà/cultivar americana nella produzione commerciale di vino.
Da recenti accertamenti la Norton appare essere per diversi elementi un ibrido naturale di Vitis aestivalis, var. cinerea, con una varietà sconosciuta di Vitis vinifera, probabilmente di origine francese.
In particolare la Norton ha mostrato notevoli caratteristiche utili per la produzione di vino commerciale rispetto ad altre varietà autoctone del Nord America. Questi tratti includono: ottimo sapore e dolcezza, alta resistenza alle malattie, acidità media, sapore neutro (nessun sapore "volpino" della labrusca), profilo aromatico e di colore analogo a "vinifera", buona struttura tannica. Il vino, (rosso) ha una ottima capacità di invecchiamento.
Esiste negli Stati Uniti una discreta produzione di vino dalla cultivar Norton, soprattutto nella regione degli Ozarks (Missouri, Virginia). La produzione è però piuttosto limitata, dato che le rese sono basse, e soffre della concorrenza di vinifera della California.
Introdotta da tempo in Francia ed anche in Italia ha mostrato due problemi consistenti, la pianta si moltiplica con difficoltà per talea legnosa, anche se lo è facilmente per propaggine. La diffusione per talee verdi è possibile, ma rende necessario un vivaismo particolare. 
La pianta è molto vigorosa in terreni acido/neutri, ma non sopporta terreni calcarei, che sono spesso i comuni terreni da vigna.
Le basse rese non sembrano essere così penalizzanti, vista la ottima qualità.
I grappoli della Norton sono piccoli (15–16 cm) con peduncolo molto lungo (più o meno di uguale lunghezza del grappolo). Gli acini sono piccoli e con poca polpa (molta parte dell'acino è occupata dai semi) perfettamente tondi di colore bruastro scuro, pruinosi.

## Utilizzo
La vitis aestivalis in alcune delle sue sottospecie è usata per ibridazione incrociata a produrre robusti portainnesti.

## Ambiente
La vite non ha particolari problemi di terreno per quanto riguarda composizione, sopporta terreno piuttosto secco ed anche leggermente umido, purché senza ristagni d'acqua, necessita di pieno sole ma tollera anche la mezza ombra.
Esiste un limite, comune a molte piante americane, circa la acidità del terreno che deve essere compresa tra pH 5,5 e pH circa 7, non sopporta quindi il terreno calcareo.
È citata per la vite botanica una buona resistenza al freddo (-30 °C).

## Varietà commerciali
È nota una sola varietà, attribuibile alla specie, selezionata ed in comune uso commerciale, per la produzione di vino: la Norton.
In passato con una produzione in altre zone e con procedimenti diversi ha trovato notorietà un vitigno ritenuto separato e distinto dalla Norton, (che produce un vino fermo e corposo): la Cynthiana, (che invece produce un vino frizzante e delicato).
Ulteriori accertamenti hanno chiarito che in realtà si trattava dello stesso clone, cioè la stessa varietà, solamente coltivato e vinificato in maniera diversa.